# 長浦駅 (千葉県)

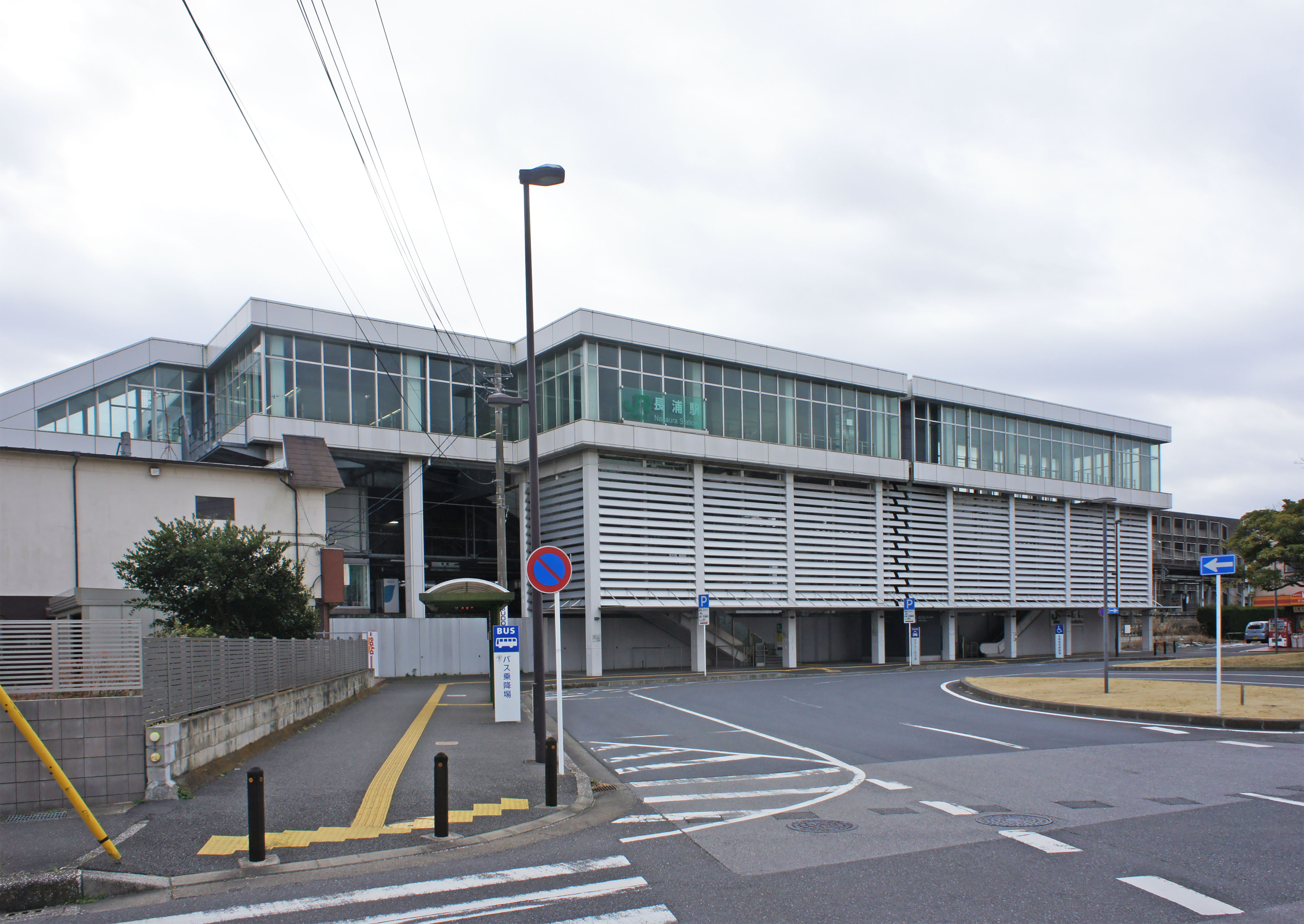
北口（2022年1月）

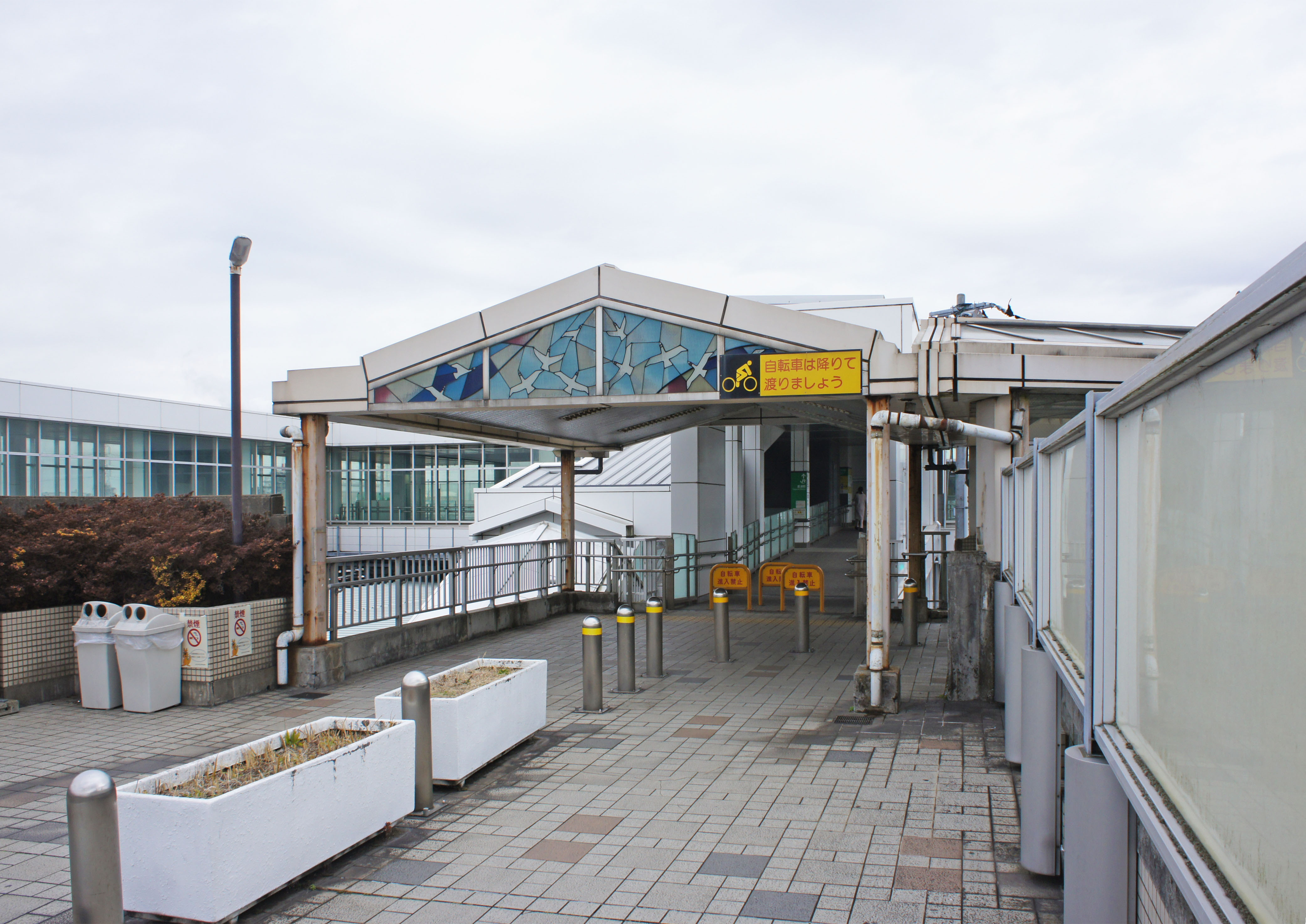
中央口（2022年1月）

長浦駅（ながうらえき）は、千葉県袖ケ浦市蔵波にある、東日本旅客鉄道（JR東日本）内房線の駅である。

## 歴史
当時の長浦村長が調査に来た進駐軍に請願し開設された。

### 年表
- 1947年（昭和22年）1月10日：運輸省の駅として開設[1]。
- 1987年（昭和62年）
  - 2月：ホーム上屋を延長[2]。
  - 4月1日：国鉄分割民営化に伴い、東日本旅客鉄道（JR東日本）の駅となる[1]。
  - 9月：一部快速列車が停車開始[3][4]（当初は下り1本のみ）。
- 1992年（平成4年）10月16日：駅前広場整備完成に伴い、小湊鉄道バスが乗入開始[5]。
- 1995年（平成7年）3月4日：自動改札機を設置し、供用開始[6]。
- 2001年（平成13年）11月18日：ICカード「Suica」の利用が可能となる[広報 1]。
- 2004年（平成16年）10月16日：快速列車が全列車停車となる[7]。
- 2014年（平成26年）
  - 2月22日：この日をもってみどりの窓口が営業を終了[8]。南北自由通路の供用を開始[8]。
  - 2月23日：新駅舎の供用を開始[8]。
  - 4月1日：業務委託化[9]。

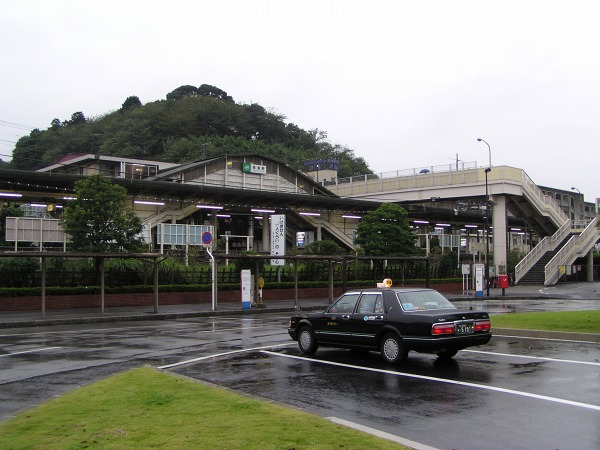
旧駅舎南口（2005年10月）
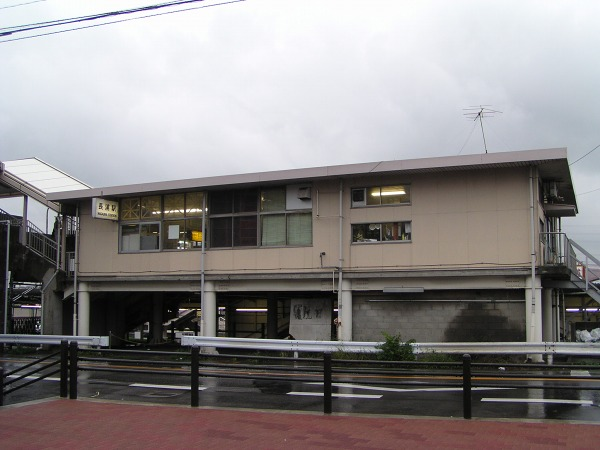
旧駅舎北口（2005年10月）

## 駅構造
島式ホーム1面2線を持つ地上駅で、橋上駅舎を有する。
木更津統括センター管理の業務委託駅で、JR東日本ステーションサービスが駅業務を受託している。自動券売機・指定席券売機・自動改札機・自動精算機・エレベーター・エスカレーターが設置されている。
2018年1月13日からは、始発から午前6時30分までの間は遠隔対応（インターホン対応は五井駅が行う）のため改札係員は不在となり、一部の自動券売機のみ稼働する。

### のりば
| 番線 | 路線    | 方向 | 行先             |
| ---- | ------- | ---- | ---------------- |
| 1    | ■内房線 | 上り | 千葉・東京方面   |
| 2    | ■内房線 | 下り | 木更津・館山方面 |

（出典：JR東日本:駅構内図）

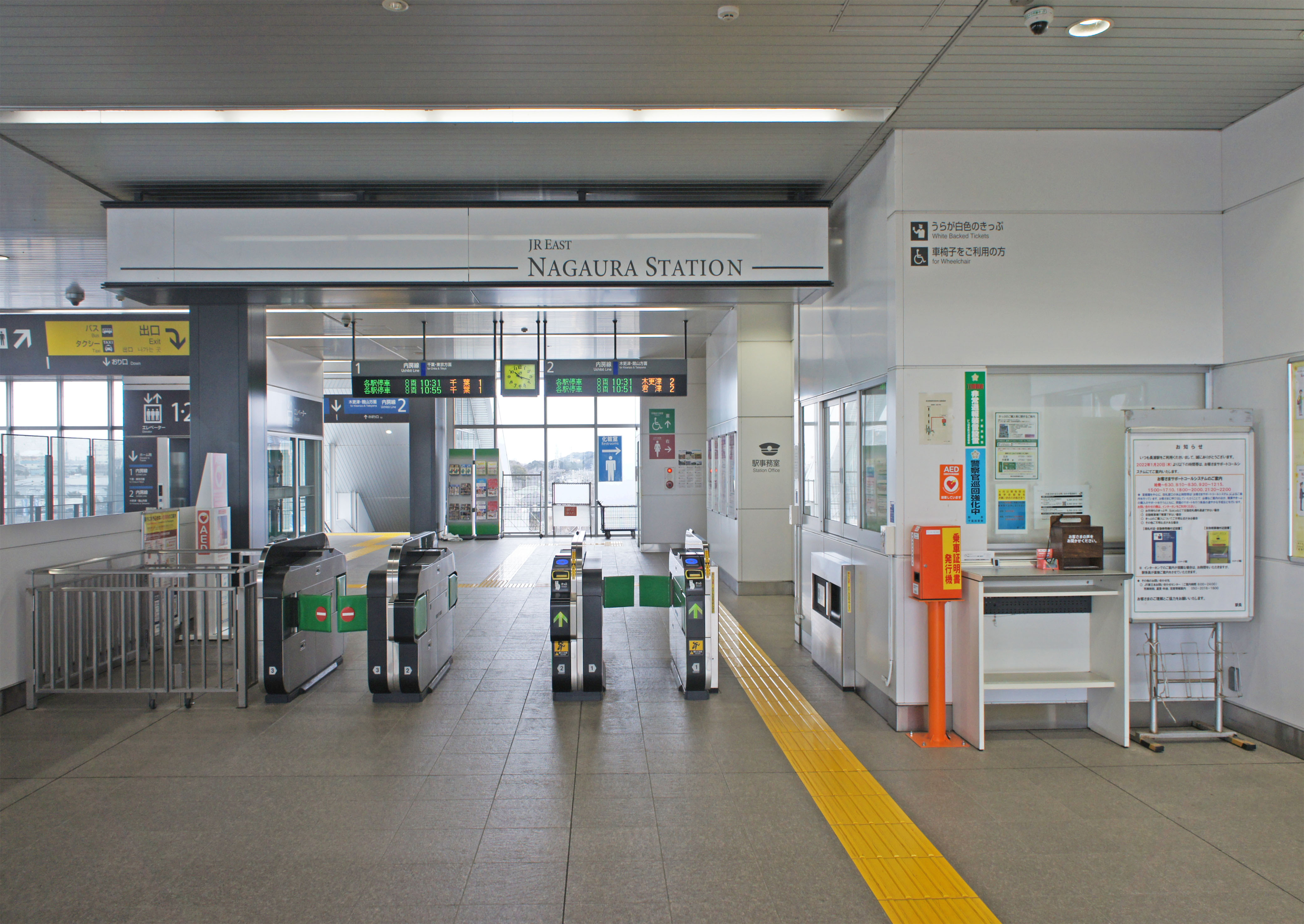
改札口（2022年1月）
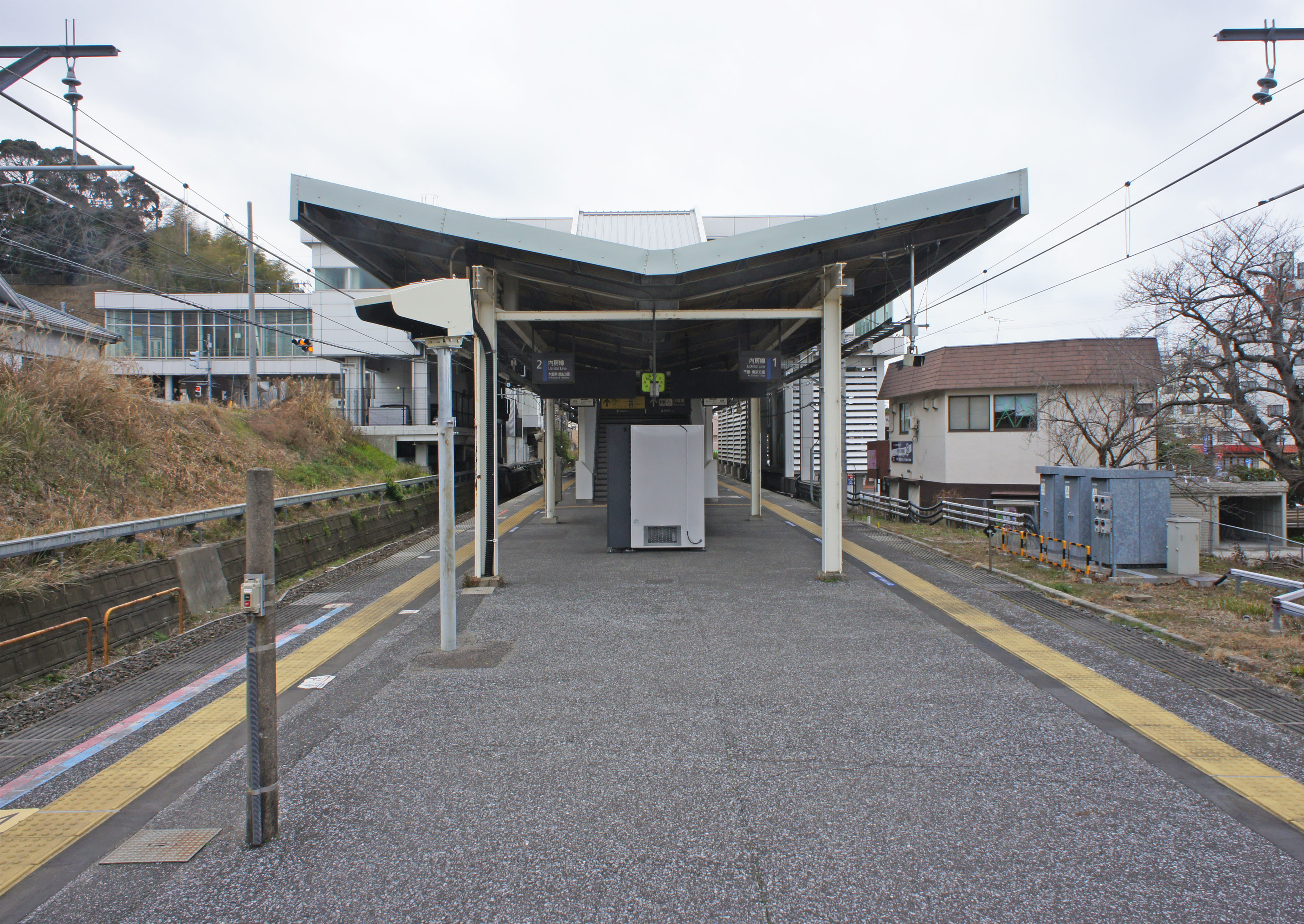
駅ホーム（2022年1月）

## 利用状況
2023年度（令和5年度）の1日平均乗車人員は5,620人である。
JR東日本および千葉県統計年鑑によると、1990年度（平成2年度）以降の1日平均乗車人員の推移は下記の通り。
| 年度               | 1日平均 乗車人員 | 出典     |
| ------------------ | ---------------- | -------- |
| 1990年（平成02年） | 5,628            | [ * 1 ]  |
| 1991年（平成03年） | 6,051            | [ * 2 ]  |
| 1992年（平成04年） | 6,548            | [ * 3 ]  |
| 1993年（平成05年） | 6,879            | [ * 4 ]  |
| 1994年（平成06年） | 6,943            | [ * 5 ]  |
| 1995年（平成07年） | 6,881            | [ * 6 ]  |
| 1996年（平成08年） | 6,863            | [ * 7 ]  |
| 1997年（平成09年） | 6,690            | [ * 8 ]  |
| 1998年（平成10年） | 6,547            | [ * 9 ]  |
| 1999年（平成11年） | 6,543            | [ * 10 ] |
| 2000年（平成12年） | 6,598            | [ * 11 ] |
| 2001年（平成13年） | 6,677            | [ * 12 ] |
| 2002年（平成14年） | 6,578            | [ * 13 ] |
| 2003年（平成15年） | 6,526            | [ * 14 ] |
| 2004年（平成16年） | 6,584            | [ * 15 ] |
| 2005年（平成17年） | 6,726            | [ * 16 ] |
| 2006年（平成18年） | 6,771            | [ * 17 ] |
| 2007年（平成19年） | 6,835            | [ * 18 ] |
| 2008年（平成20年） | 6,883            | [ * 19 ] |
| 2009年（平成21年） | 6,613            | [ * 20 ] |
| 2010年（平成22年） | 6,452            | [ * 21 ] |
| 2011年（平成23年） | 6,363            | [ * 22 ] |
| 2012年（平成24年） | 6,369            | [ * 23 ] |
| 2013年（平成25年） | 6,301            | [ * 24 ] |
| 2014年（平成26年） | 6,167            | [ * 25 ] |
| 2015年（平成27年） | 6,164            | [ * 26 ] |
| 2016年（平成28年） | 6,088            | [ * 27 ] |
| 2017年（平成29年） | 6,036            | [ * 28 ] |
| 2018年（平成30年） | 6,121            | [ * 29 ] |
| 2019年（令和元年） | 6,084            | [ * 30 ] |
| 2020年（令和02年） | 4,655            |          |
| 2021年（令和03年） | 4,906            |          |
| 2022年（令和04年） | 5,231            |          |
| 2023年（令和05年） | 5,620            |          |

## 駅周辺
北側と南側の両方にロータリーがありバス・タクシー乗り場、身障者乗降場等が整備されている。また、駅舎と直結した自転車駐輪場が設けられている等、駅周辺が整備されている。
周辺の道路
- 国道16号
- 千葉県道145号長浦上総線
- 千葉県道287号袖ケ浦姉ケ崎停車場線

南口

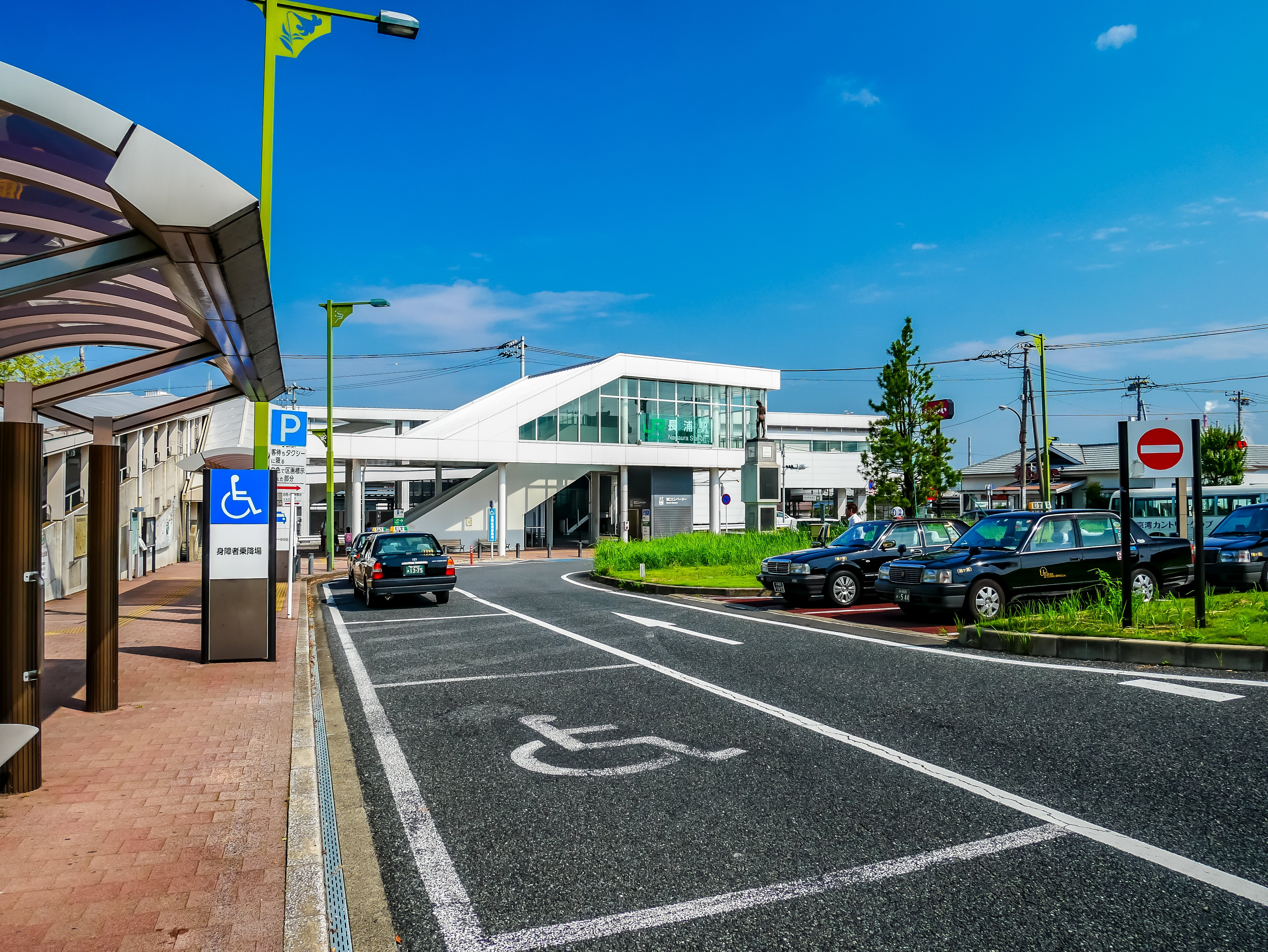
南口駅前ロータリー（2018年8月）

商業地や住宅街である袖ケ浦市長浦駅前（1-8丁目）地区が広がる。
- 木更津警察署長浦駅前交番
- さつき台病院
- 長浦郵便局
- 袖ヶ浦蔵波郵便局
- 袖ケ浦市立長浦中学校
- 袖ケ浦市立長浦小学校
- 袖ケ浦市立蔵波小学校
- イオン 長浦店 - 1987年（昭和62年）4月3日にダイエーとして開店し[12]、2016年（平成28年）3月6日にイオン長浦店となった[13]。
- 主婦の店 長浦店
- マツモトキヨシ 長浦店
- ビバホーム 長浦店
- しまむら 長浦店

北口

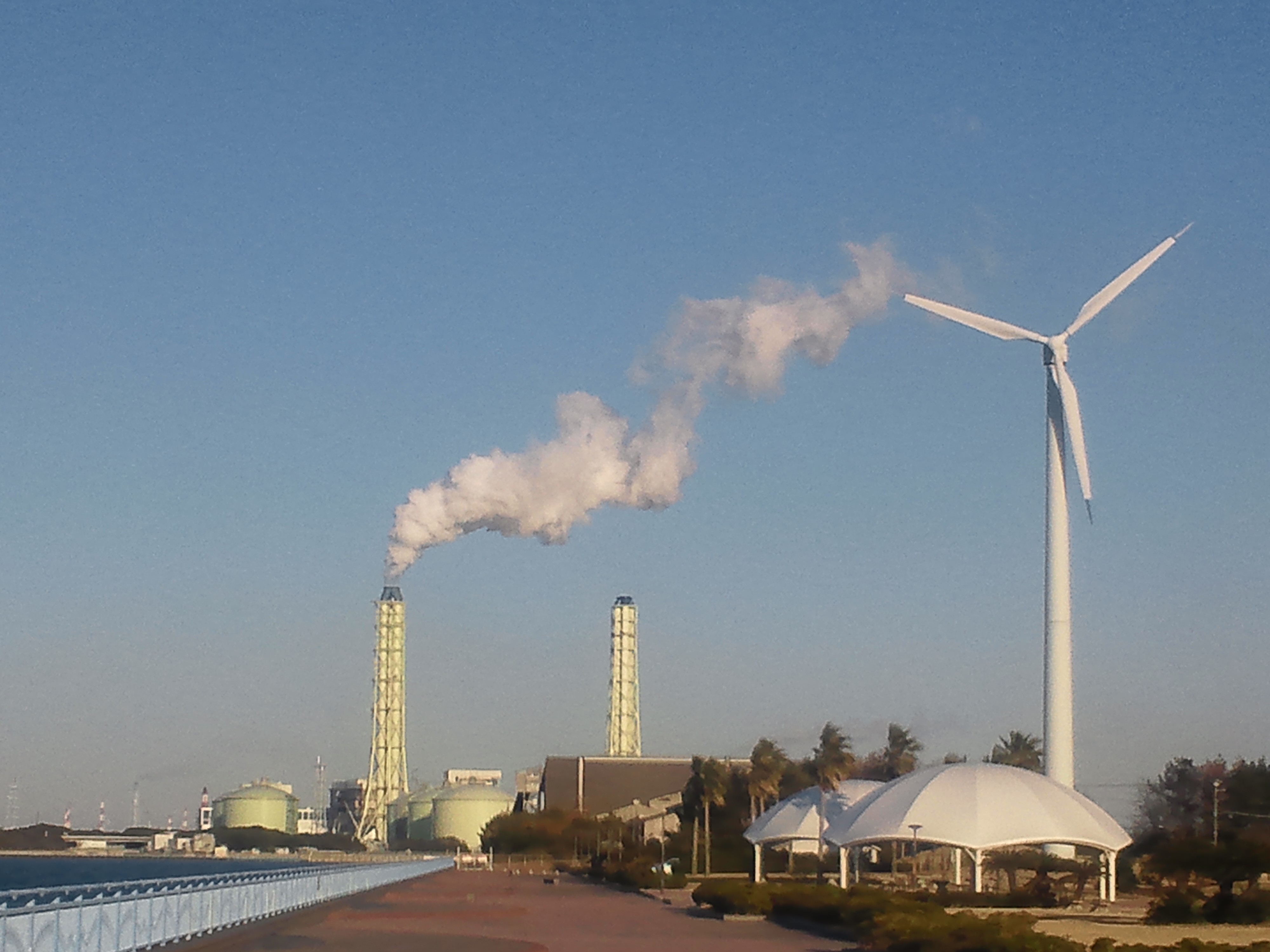
袖ケ浦火力発電所

南口とは対照的に、国道16号を挟んで東京湾の埋立地が広がっており、京葉工業地域の工場群が並んでいる。
- 千葉港袖ケ浦地区
- 袖ケ浦市消防本部長浦消防署
- 袖ケ浦市立臨海スポーツセンター
- 京葉シーバース 本社
- 袖ケ浦火力発電所（徒歩約30分）
- 富士石油中袖基地
- としまや弁当 長浦店

## バス路線

### 南口発着
路線バスのターミナルであり、小湊鉄道と日東交通によって運行されている。
1番のりば
- 袖ケ浦駅北口行
- 袖ケ浦バスターミナル行
- 代宿団地行
- 椎の森工業団地行
- 姉ケ崎駅西口行

2番のりば
- のぞみ野南行

### 北口発着
アクアライン高速バスのターミナルであり、小湊鉄道・日東交通・京浜急行バスによって運行されている。
- 品川駅東口行

## 隣の駅
東日本旅客鉄道（JR東日本）
■内房線
■快速（京葉線経由）・■快速（総武線経由）・■普通（各駅停車）
姉ケ崎駅 - 長浦駅 - 袖ケ浦駅

### 記事本文

#### 広報資料・プレスリリースなど一次資料
1. ↑  “Suicaご利用可能エリアマップ（2001年11月18日当初）” (PDF).   東日本旅客鉄道. 2019年7月27日時点のオリジナルよりアーカイブ。2020年4月30日閲覧。

### 利用状況
1. ↑  千葉県統計年鑑 - 千葉県
2. ↑  袖ケ浦市統計書 - 袖ケ浦市

JR東日本の2000年度以降の乗車人員
1. 1 2  各駅の乗車人員（2023年度） - JR東日本
2. ↑  各駅の乗車人員（2000年度） - JR東日本
3. ↑  各駅の乗車人員（2001年度） - JR東日本
4. ↑  各駅の乗車人員（2002年度） - JR東日本
5. ↑  各駅の乗車人員（2003年度） - JR東日本
6. ↑  各駅の乗車人員（2004年度） - JR東日本
7. ↑  各駅の乗車人員（2005年度） - JR東日本
8. ↑  各駅の乗車人員（2006年度） - JR東日本
9. ↑  各駅の乗車人員（2007年度） - JR東日本
10. ↑  各駅の乗車人員（2008年度） - JR東日本
11. ↑  各駅の乗車人員（2009年度） - JR東日本
12. ↑  各駅の乗車人員（2010年度） - JR東日本
13. ↑  各駅の乗車人員（2011年度） - JR東日本
14. ↑  各駅の乗車人員（2012年度） - JR東日本
15. ↑  各駅の乗車人員（2013年度） - JR東日本
16. ↑  各駅の乗車人員（2014年度） - JR東日本
17. ↑  各駅の乗車人員（2015年度） - JR東日本
18. ↑  各駅の乗車人員（2016年度） - JR東日本
19. ↑  各駅の乗車人員（2017年度） - JR東日本
20. ↑  各駅の乗車人員（2018年度） - JR東日本
21. ↑  各駅の乗車人員（2019年度） - JR東日本
22. ↑  各駅の乗車人員（2020年度） - JR東日本
23. ↑  各駅の乗車人員（2021年度） - JR東日本
24. ↑  各駅の乗車人員（2022年度） - JR東日本

千葉県統計年鑑
1. ↑  千葉県統計年鑑（平成3年）
2. ↑  千葉県統計年鑑（平成4年）
3. ↑  千葉県統計年鑑（平成5年）
4. ↑  千葉県統計年鑑（平成6年）
5. ↑  千葉県統計年鑑（平成7年）
6. ↑  千葉県統計年鑑（平成8年）
7. ↑  千葉県統計年鑑（平成9年）
8. ↑  千葉県統計年鑑（平成10年）
9. ↑  千葉県統計年鑑（平成11年）
10. ↑  千葉県統計年鑑（平成12年）
11. ↑  千葉県統計年鑑（平成13年）
12. ↑  千葉県統計年鑑（平成14年）
13. ↑  千葉県統計年鑑（平成15年）
14. ↑  千葉県統計年鑑（平成16年）
15. ↑  千葉県統計年鑑（平成17年）
16. ↑  千葉県統計年鑑（平成18年）
17. ↑  千葉県統計年鑑（平成19年）
18. ↑  千葉県統計年鑑（平成20年）
19. ↑  千葉県統計年鑑（平成21年）
20. ↑  千葉県統計年鑑（平成22年）
21. ↑  千葉県統計年鑑（平成23年）
22. ↑  千葉県統計年鑑（平成24年）
23. ↑  千葉県統計年鑑（平成25年）
24. ↑  千葉県統計年鑑（平成26年）
25. ↑  千葉県統計年鑑（平成27年）
26. ↑  千葉県統計年鑑（平成28年）
27. ↑  千葉県統計年鑑（平成29年）
28. ↑  千葉県統計年鑑（平成30年）
29. ↑  千葉県統計年鑑（令和元年）
30. ↑  千葉県統計年鑑（令和2年）